# Гусар на крыше
«Гуса́р на кры́ше» (фр. Le Hussard sur le toit) — фильм 1995 года, снятый режиссёром Жаном-Полем Раппно по роману Жана Жионо «Вса́дник на кры́ше» (фр. Le Hussard sur le toit).

## Сюжет
1830-е годы во Франции. Двадцатипятилетний итальянский полковник-революционер из движения «Молодая Италия», скрывающийся от австрийской тайной полиции во французском Провансе, бежит от преследования убийц в самый разгар холерной эпидемии 1832 года. Случай сводит его с молодой и красивой маркизой де Теюс, которой он, будучи мужчиной не только красивым, но и благородным, предлагает свою поддержку. Вместе они переживают много опасных и романтичных приключений на грани жизни и смерти, преодолеть которые им помогает любовь.

## В ролях
| Актёр           | Роль                    |
| --------------- | ----------------------- |
| Жюльет Бинош    | маркиза Полина де Теюс  |
| Оливье Мартинес | полковник Анджело Парди |
| Изабель Карре   | гувернантка             |
| Франсуа Клюзе   | врач                    |
| Жан Янн         | разносчик книг          |
| Жерар Депардьё  | комиссар полиции        |
| Пьер Ардити     | Пейроль                 |
| Иоланда Моро    | мадам Ригоар            |